# Piazza San Filippo Neri
Piazza San Filippo Neri (Plaça de Sant Felip Neri in catalano e Plaza de San Felipe Neri in castigliano) è una piazza di Barcellona che prende il nome dalla chiesa di San Filippo Neri che vi si affaccia. Si trova nel Barri Gòtic, cuore della Ciutat Vella.

## Descrizione
La piazza è stata costruita sopra il cimitero medievale del Montjuïc del Bisbe, andato distrutto durante la guerra civile. Annessa alla chiesa di San Filippo Neri si trova l'edificio della Confederazione dell'oratorio di San Filippo Neri, al quale si accede dalla stessa piazza. Gli edifici che si affacciano su questo spazio sono in stile rinascimentale. Qui si trovano inoltre la Casa del Gremi dels Calderers e la Casa del Gremi dels Sabaters. Quest'ultima è oggi sede del piccolo Museu del Calçat (Museo delle Calzature). Al centro della piazza c'è una fontana a base ottagonale.

## Storia
Sulla facciata della chiesa di San Filippo Neri sono ancora visibili i resti delle schegge delle bombe sganciate dall'aviazione fascista italiana alleata del regime franchista, durante la guerra civile spagnola. La mattina del 30 gennaio del 1938 i bombardamenti su Barcellona durarono ininterrottamente dalle 9.00 alle 11.20; alcuni degli ordigni esplosero in prossimità della piazza uccidendo quarantadue persone. Le esplosioni distrussero la chiesa - che veniva usata come rifugio per i bambini e le bambine del quartiere - e molti piccoli che stavano cercando protezione sotto di essa persero la vita a causa delle deflagrazioni.
L'architetto municipale Adolf Florensa i Ferrer fu incaricato di redigere il progetto di ricostruzione e decise di ricreare la piazza; decise inoltre di adattare le facciate rinascimentali di due edifici che non erano stati ricostruiti per poter dare accesso alla piazza sia dall'avinguda de la Catedral, sia dalla Via Laietana. Infine ricostruì il fronte dell'accesso dal carrer de Sant Felip Neri utilizzando elementi dei vecchi edifici.
Nel 2009 vennero effettuati dei sondaggi archeologici ai piedi della fontana sita al centro della piazza. Venne documentato un muro in pietra squadrata che, per la sua tecnica costruttiva, poteva essere datato in piena epoca medievale sebbene gli strati scavati fossero datati dalla fine del XVI secolo all'inizio del XVII secolo. Si tratterebbe quindi di vestigia della trama medievale precedenti alla grande risistemazione che portò, durante la prima metà del XVIII secolo, alla costruzione della chiesa e del convento di San Filippo Neri.

## Galleria d'immagini

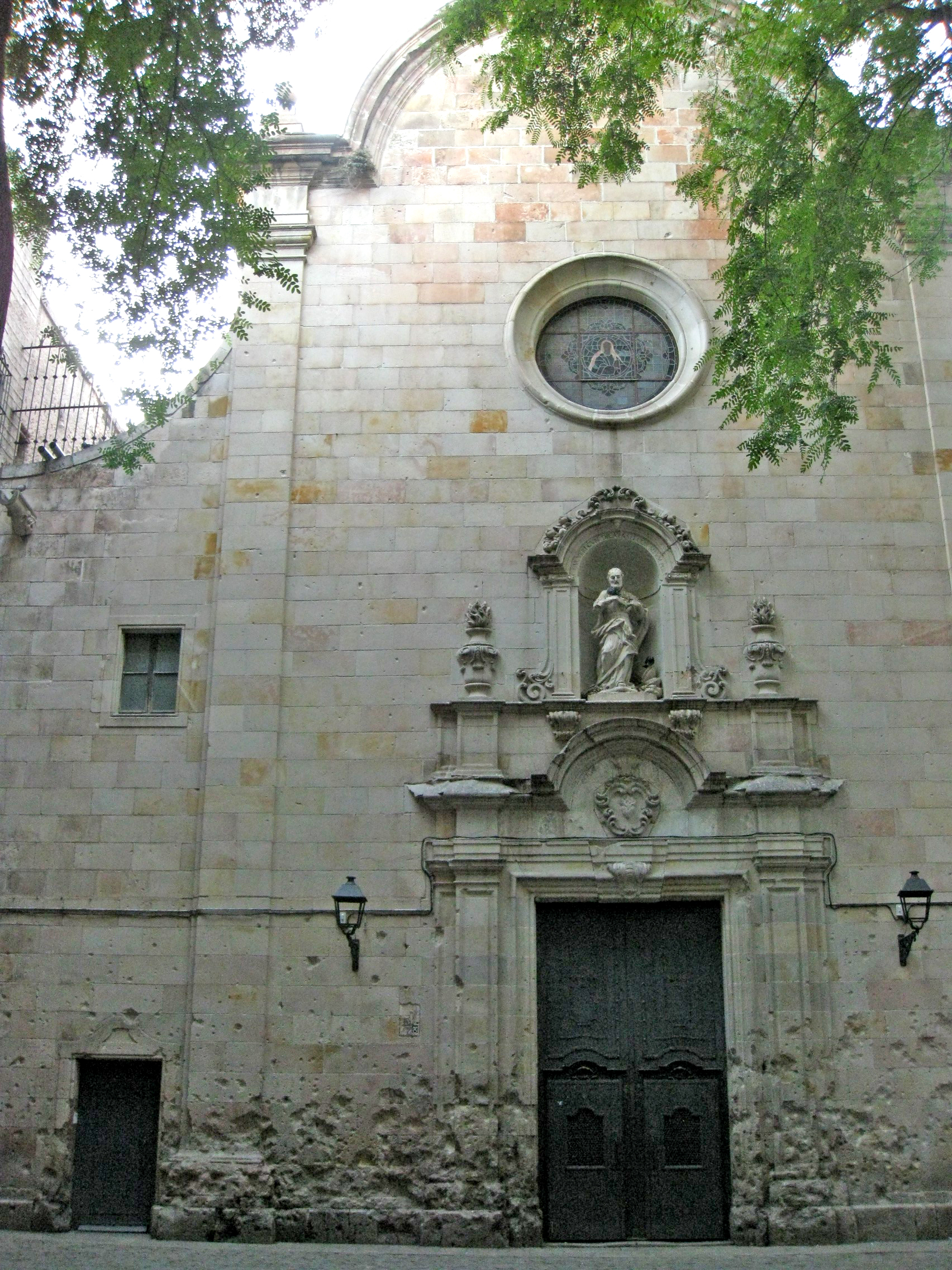
Chiesa di San Filippo Neri
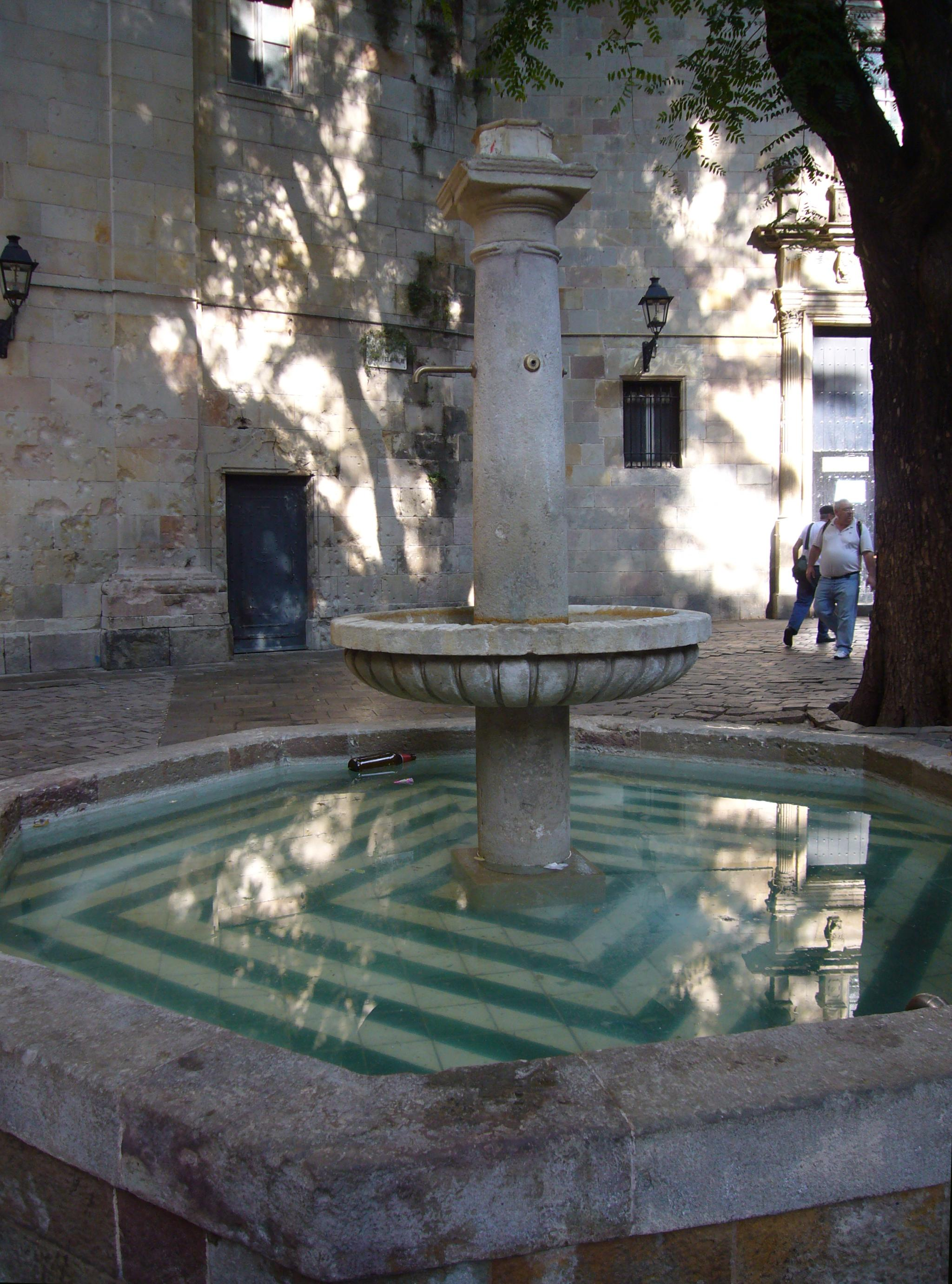
Fontana
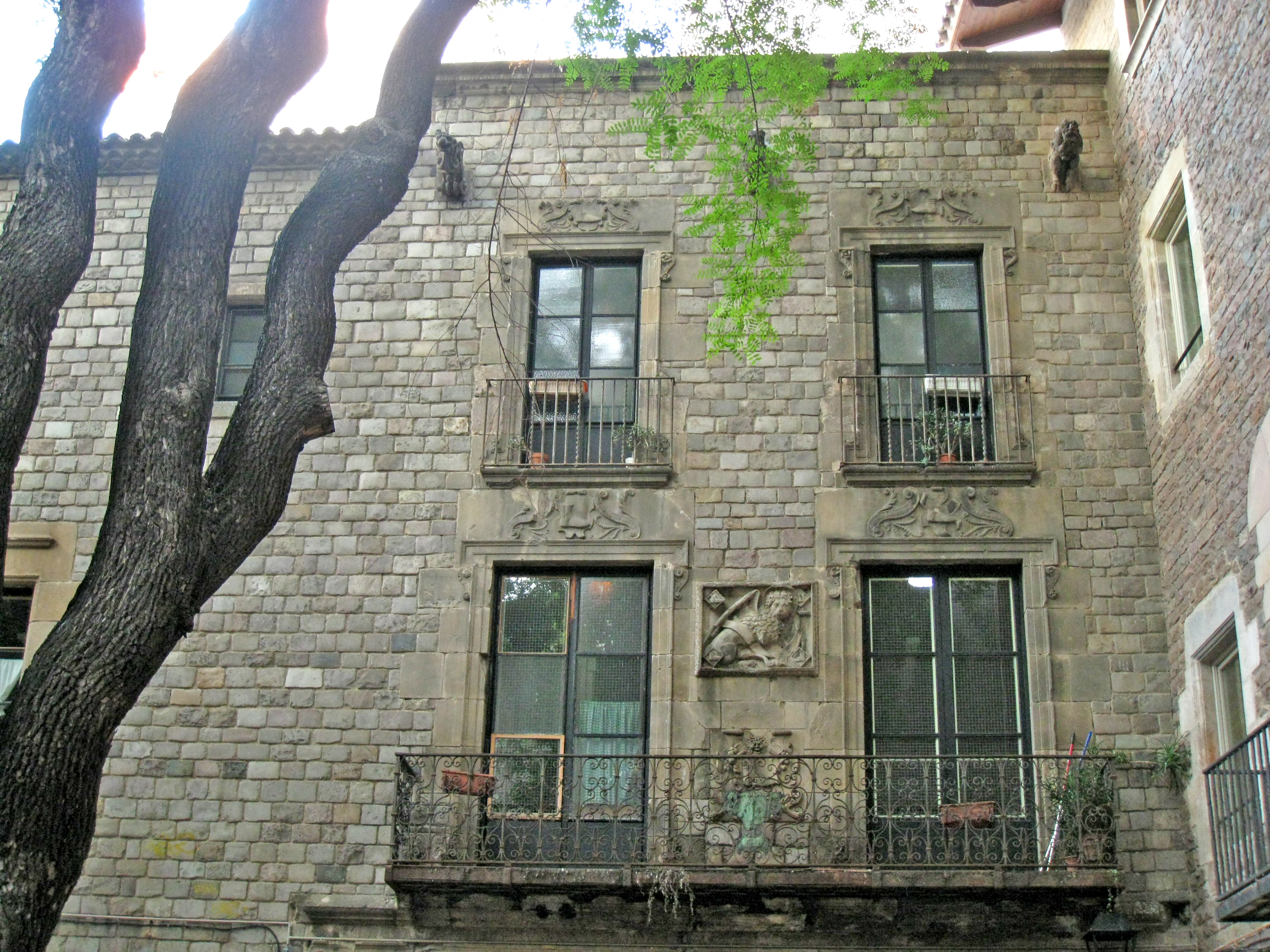
Casa del Gremi dels Sabaters, Museo delle Calzature
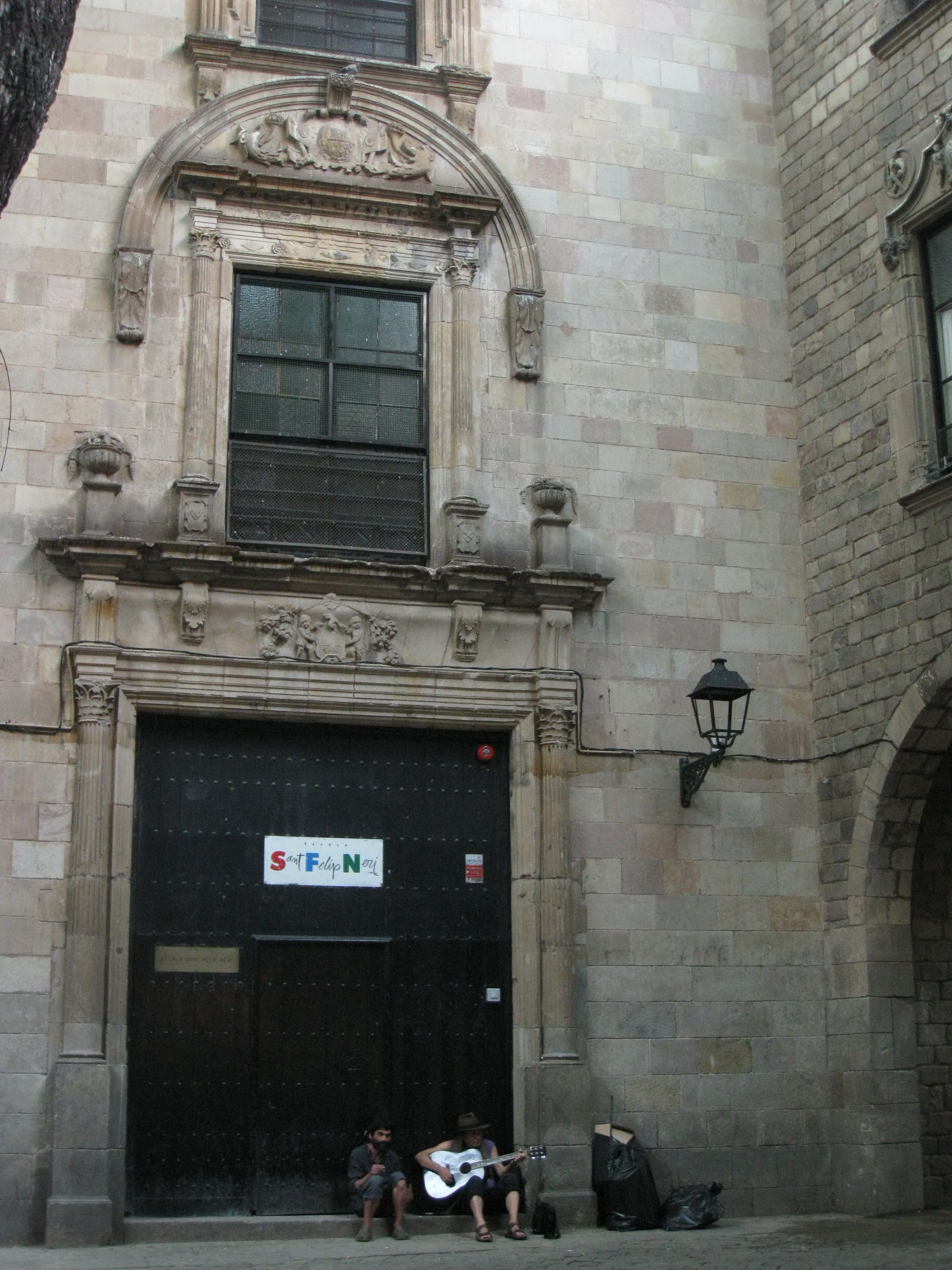
Casa del Gremi dels Calderers, Scuola di San Filippo Neri